# Liste der rumänischen Botschafter in Deutschland

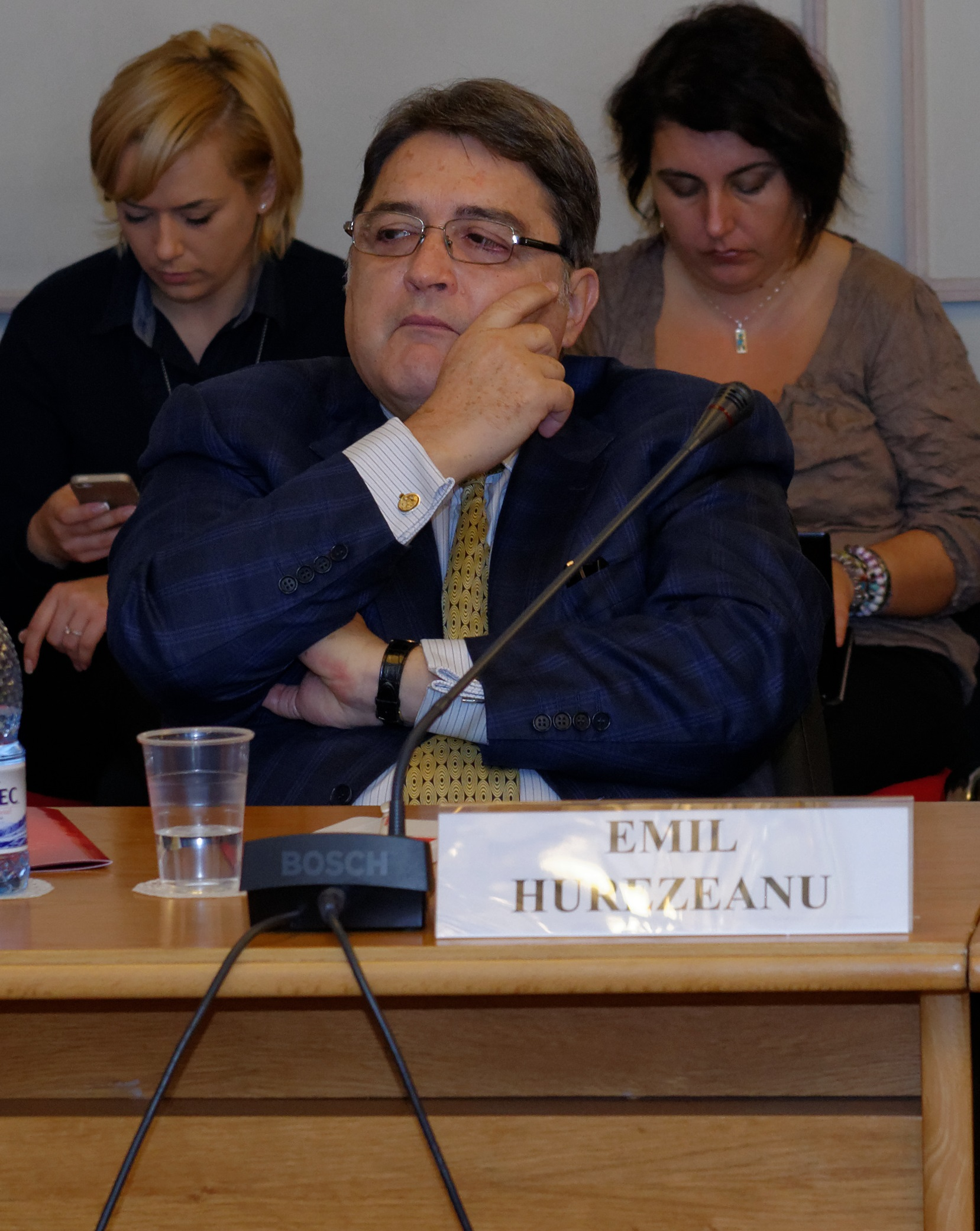
Botschafter von 2015 bis 2021: Emil Hurezeanu

Der Botschafter Rumäniens leitet die rumänische Botschaft in Deutschland. Bis 1944 hatte er seinen Sitz in Berlin, infolge der deutschen Teilung gab es bis 1990 zwei diplomatische Vertreter. Der in der DDR tätige Botschafter arbeitete in Ost-Berlin. Der für die BRD akkreditierte Botschafter hatte seinen Sitz in Bonn. 

## Botschafter

### Gesandte beim Deutschen Bund
Eine erste Rumänische Gesandtschaft einer kurzlebigen rumänischen Übergangsregierung bestand bei der ebenso kurzlebigen Frankfurter Nationalversammlung (provisorische Zentralgewalt) in Frankfurt am Main.
1848: Aufnahme diplomatischer Beziehungen
- 1848–1849: Ioan Maiorescu (1811–1864), Geschäftsträger

1849: Ende der Beziehungen

### Gesandte im Deutschen Reich

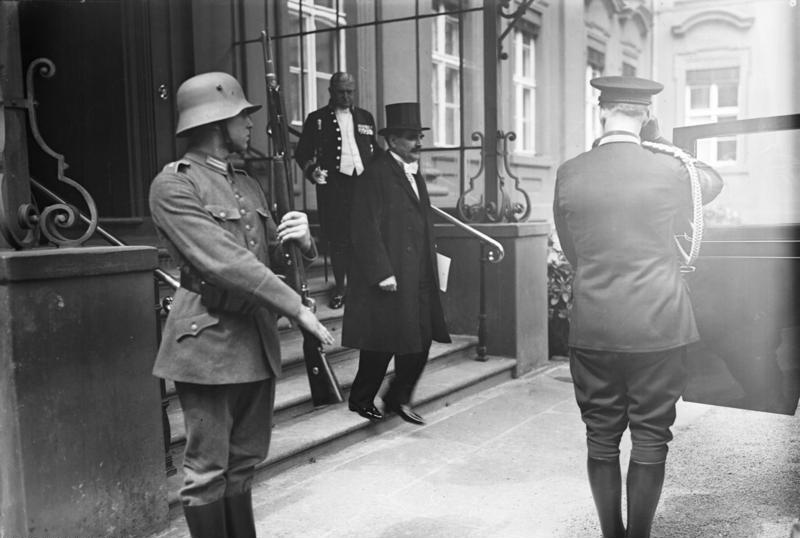
Der rumänische Gesandte in Berlin Dr. Georg Taşcă verlässt das Reichspräsidenten-Palais in der Berliner Wilhelmstraße, nachdem er von Reichspräsident von Hindenburg zur Überreichung seines Beglaubigungsschreibens empfangen wurde (Mai 1930).

1880 wurde das Fürstentum Rumänien von den europäischen Großmächten Deutschland, Frankreich und Großbritannien als souveräner Staat anerkannt. Bis 1944 befand sich die Rumänische Gesandtschaft in der Berliner Rauchstraße 26, heute Sitz der Wirtschaftsprüferkammer.
1880: Aufnahme diplomatischer Beziehungen am 20. Februar
- 1880–1888: George Vârnav-Liteanu (1840–1905)
- 1888–1896: Grigore Ghica-Brigadier (1847–1913)
- 1896–1916: Alexandru A. Beldiman (1855–1924)

1916 bis 29. September 1920: Unterbrechung der Beziehungen
- 1. Oktober 1920–1. Februar 1928: Constantin G. Nano (1870–1952)
- 1. Februar 1928–1. März 1930: Nicolae Petrescu-Comnen (1881–1958)
- 1. Mai 1930–1. Mai 1932: Gheorghe Tașcă (1875–1951)
- 1. Mai 1932–17. Februar 1938: Nicolae Petrescu-Comnen (1881–1958)
- 1. April 1938–24. Februar 1939: Radu Djuvara (1881–1968)
- 31. März 1939–1. Juni 1940: Radu Crutzescu (1892–1947)
- 1. Juni 1940–15. Oktober 1940: Alexandru Romalo
- 15. Oktober 1940–24. Januar 1941 Constanin-Paul Grecianu
- 24. Januar 1941–1. März 1941: vakant
- 1. März 1941–15. Juni 1943: Raoul Bossy (1894–1975)
- 15. Juni 1943–24. August 1944: Ion Gheorghe (1893–1957)

1944: Abbruch der Beziehungen am 24. August

### Botschafter in der DDR

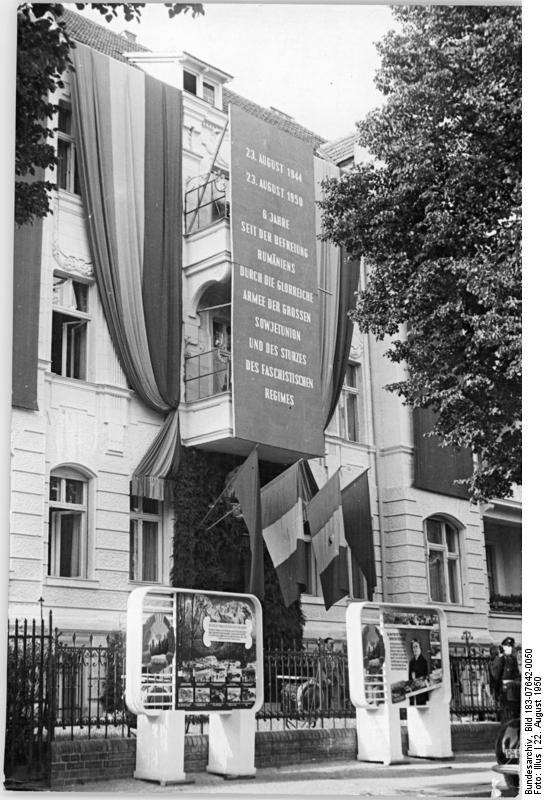
Diplomatische Mission 1950 in der Parkstr. 23

Die rumänische Botschaft in der DDR befand sich in der Parkstr. 23 in Berlin-Pankow.
- 1953–1956: Gheorghe Stoica (1900–1976)
- 1956–1966: Iosif Puvak (* k. A.)
- 1960–1966: Ștefan Cleja (* k. A.)
- 1966–1972: Nicolae Ghenea (* k. A.)
- 1972–1976: Vasile Vlad (* k. A.)
- 1976–1978: Constantin Niță (* 1924)
- 1978–1984: Gheorghe Tache (* k. A.)
- 1984–1990: Gheorghe Caranfil (* 1930)

### Botschafter in der Bundesrepublik Deutschland

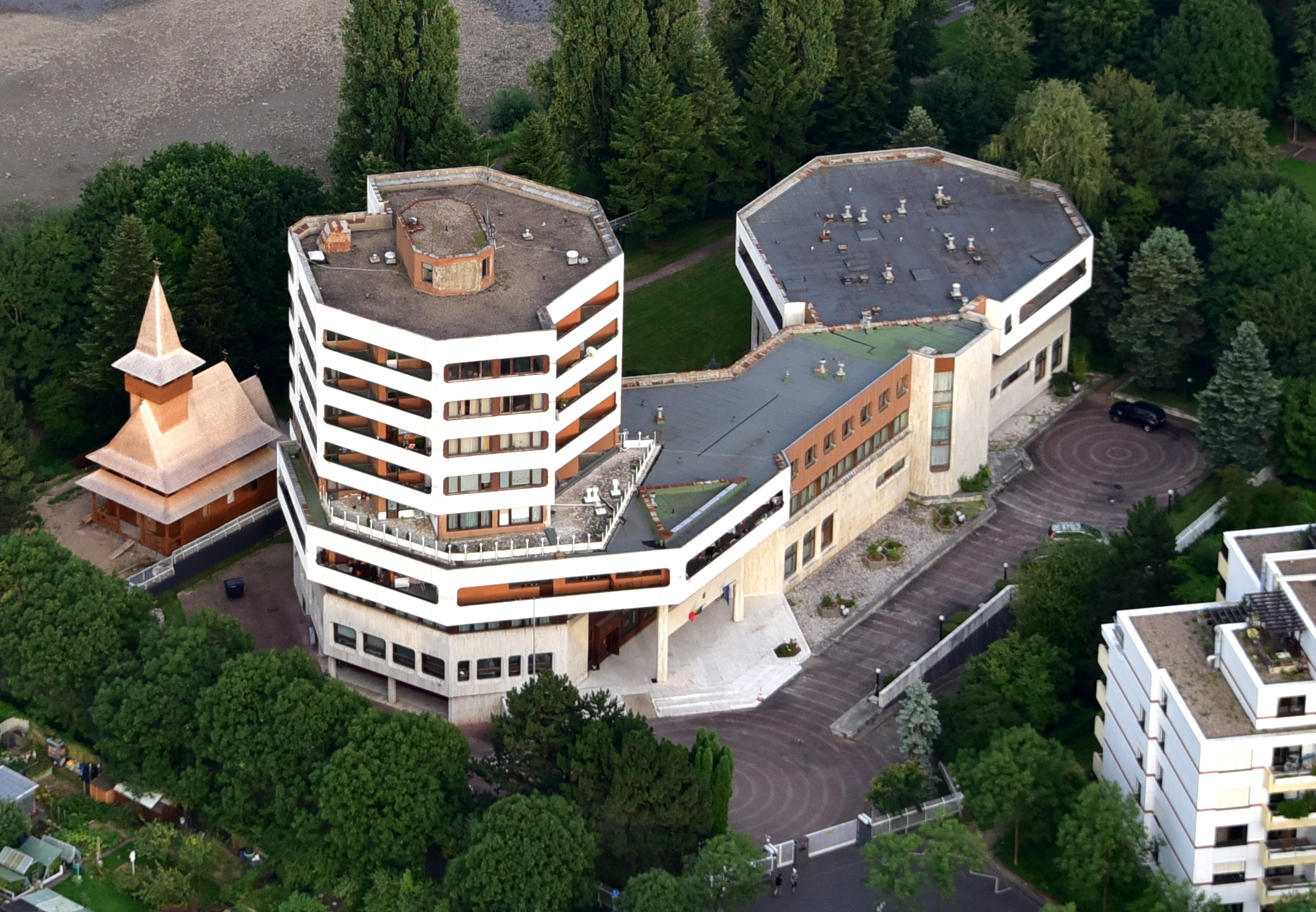
Botschaft in Bonn, Legionsweg 14

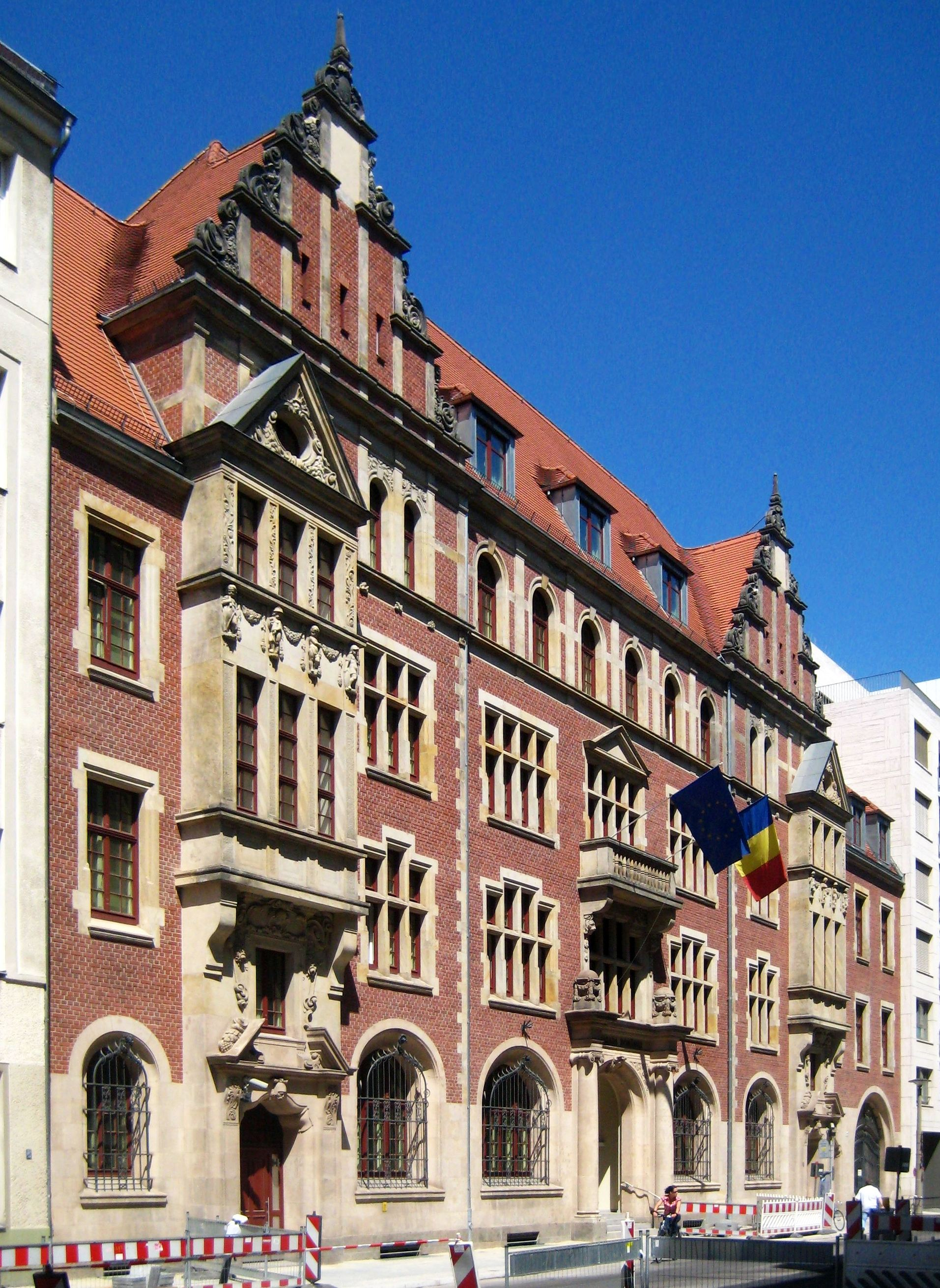
Rumänische Botschaft in der Berliner Dorotheenstraße 62–66

Die erste Rumänische Botschaft in der Bundesrepublik befand sich ab 1967 im Kölner Stadtteil Bayenthal (Oberländer Ufer 68), und dann von 1984 bis 2000 im Bonner Ortsteil Castell (Legionsweg 14). Seit 2000 befindet sich die Rumänische Botschaft wieder in Berlin, heute in der Dorotheenstraße 62–66.
1967: Aufnahme diplomatischer Beziehungen am 31. Januar
- 1967–1974: Constantin Oancea (* 1928)
- 1974–1980: Ion Morega (* k. A.)
- 1980–1986: Ion Râmbu (* k. A.)
- 1986–1990: Marcel Dinu (* 1935)
- 1990–1995: Radu Comșa (* k. A.)
- 1995–1997: Florea Dudiță (* 1934)
- 1997–2000: Tudor Gavril Dunca (* 1951)
- 2000–2002: vakant
- 2002–2006: Adrian Cosmin Vierița (* 1962)
- 2006–2009: Bogdan Mazuru (* 1962)
- 2009–2015: Lazăr Comănescu (* 1949)
- 2015–2021: Emil Hurezeanu (* 1955)
- seit 2021: Adriana-Loreta Stănescu (* 1968)